# フリードリヒ・フォン・シラー
ヨーハン・クリストフ・フリードリヒ・フォン・シラー（ドイツ語: Johann Christoph Friedrich von Schiller、1759年11月10日 - 1805年5月9日）は、ドイツの詩人、歴史学者、劇作家、思想家。ゲーテと並ぶドイツ古典主義（Weimarer Klassik）の代表者である（初期の劇作品群はシュトゥルム・ウント・ドラング期に分類される）。独自の哲学と美学に裏打ちされた理想主義、英雄主義、そして自由を求める不屈の精神が、彼の作品の根底に流れるテーマである。青年時代には肉体的自由を、晩年には精神的自由をテーマとした。彼の求めた「自由」はドイツ国民の精神生活に大きな影響を与えた。
劇作家として有名だが、ベートーヴェンの交響曲第9番「合唱付き」の原詞で最もよく知られるように、詩人としても有名である。シラーの書く詩は非常に精緻でありかつ優美であるといわれ、「ドイツ詩の手本」として今なおドイツの教育機関で教科書に掲載され、生徒らによって暗誦されている。
日本では、古くから舞台ドイツ語の影響もあって、「シルレル」（太宰治の「走れメロス」など）あるいは「シルラー」とも表記された。「シラー」は正確には[ˈʃɪlɐ]と発音される。

## 生涯

### 幼少時代-学生時代

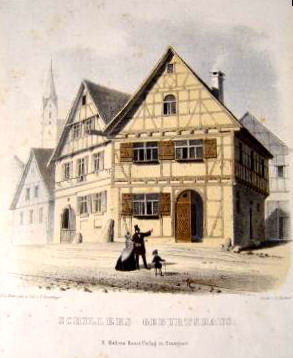
シラーの生家スケッチ

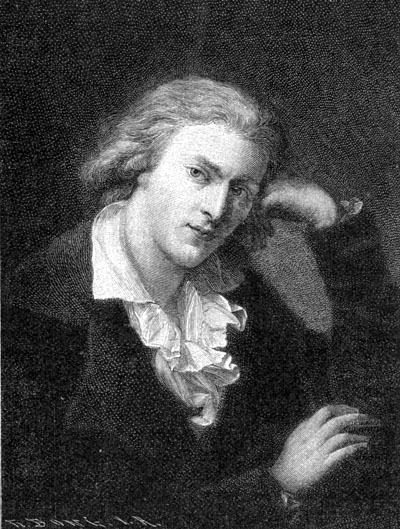
青年シラーの肖像

1759年11月10日に、ドイツ西南部、ネッカー川沿いにあるヴュルテンベルク公国の小さな田舎町マールバッハ（Marbach am Neckar）に生まれる。
父は将校兼軍医のヨーハン・カスパール・シラー（Johann Caspar Schiller）、母はエリザーベト・ドローテーア・シラー（Elisabeth Dorothea Schiller）。
幼少より頭が良く、1767年にはルートヴィヒスブルク・ラテン語学校に入学。引き続き神学校への入学を目指すが、領主カール・オイゲン公にその才能を買われ、強制的に軍人養成学校・カール学院に入学させられる。そこでは法律を専攻する。1775年からは専門分野を医学に転向している。この頃、ロココ風の作品で知られるクロップシュトック（Friedrich Gottlieb Klopstock 1724-1803）の作品をよく読む。1776年、初の詩集『夜（Der Abend）』を出版する。心理学の例として学んだシェイクスピアの『オセロ』やゲーテの『若きウェルテルの悩み』、シュトゥルム・ウント・ドラング（ドイツ疾風怒濤）時代の諸作品に触発され、処女作『群盗（Die Räuber）』執筆を開始したのは1776年、シラー18歳のときであった。1779年、医学論文を提出するが、その内容に問題があるとされ、手直しを要求される。改訂版の論文が受理されたのは1780年になってからであった。
1781年、シラーは処女作『群盗』を匿名にて発表する。この作品は疾風怒濤時代の理想に燃える青年としてのシラーの、自由への願望と正義心の現れたものである。 権力に反抗する崇高な犯罪者を主人公としたこの作品の上演は観客に強烈な衝撃を与え、初演のマンハイムの舞台（1782年1月13日）ではとりわけ若者の観客たちによって熱烈に支持され、拍手喝采と歓声が鳴り止まなかった。また、大勢の観客が高揚のあまり失神したという。領地外に出ることをカール・オイゲン公に厳しく禁止されていたにもかかわらず、マンハイムの初演の舞台には作者シラー自身も秘密裏に赴いていた。しかし、この行動によってオイゲン公から目を付けられたシラーは、14日間の独房生活のあげく、以後は医学書以外の著作活動を一切禁じられ、半ば幽閉のような生活を強いられた。
また、1781年から82年にかけてシュトゥットガルトで軍医として従軍を経験している。

### 亡命生活
1782年9月22日から23日の未明にかけて、シラーは友人のアンドレアス・シュトライヒャー（Andreas Streicher,1761-1833）とともにシュトゥットガルトを出奔する。そして、まずはマンハイムへ赴く。
マンハイムでは『ジェノバのフィエスコの反乱（Die Verschwörung des Fiesco zu Gunua）』(1783)を書き上げ、朗読している。その後、フランクフルト、オッガースハイム、バウエルバッハへと移る。
亡命生活の困窮の中で、身分違いの恋の顛末を描いた市民悲劇『たくらみと恋 （Kabale und Liebe）』(1784)を書き上げ、続いて宮廷を舞台とした戯曲『ドン・カルロス』(1787)の執筆を開始する。またこの間、戯曲のみならず詩・評論・歴史書も数多く著す。
1783年8月、ふたたびマンハイムへ戻り、劇場お抱え詩人として働くことになる。ここでシャルロッテ・フォン・カルプと知り合う。『たくらみと恋』、『フィエスコの叛乱』を上演した後、シラーは『ドン・カルロス』執筆に難渋し、マンハイム劇場との契約を解除される。これにより、シラーはいよいよ路頭に迷うこととなる。

### 生涯の親友ケルナー

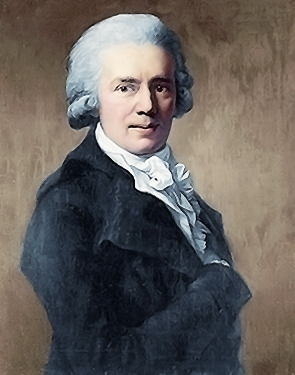
ケルナーの肖像

この苦しい生活を支えたのが、シラーの生涯の友クリスティアン・ケルナー（Christian Gottfried Körner,1756-1831）とその仲間たちのサークルであった。
ケルナーと婚約者ミンナとその姉ドーラ、ケルナーの妹夫婦の5人は詩や戯曲を愛し、サークルを結成して文芸を楽しんでいた。ケルナーは身分違いの婚約者（ミンナは銅版画職人の娘であった）との結婚を、保守的な父親から反対されており、そのため彼らはとりわけ、身分違いの恋愛を扱ったシラーの戯曲『たくらみと恋』に大きな感動を覚え、1784年にマンハイムのシラー宛に匿名でファンレターを送る。
シラーはその手紙に対し、すぐには返事を出さなかった。しかし、それから半年経った1785年、シラーは自分に熱烈なファンレターを寄せていたライプツィヒ在住の青年たちのことをふと思い出し、自分の置かれている困窮状態を明かす。匿名の相手に金銭の無心をするほどまでに当時のシラーの生活は切迫していた。これを機にふたりは文通をはじめ、何度か手紙のやり取りをした後、ついにシラーはケルナーを頼ってライプツィヒへおもむくことを決意する。
シラーは1785年4月にライプツィヒに到着するが、折りしもケルナーは不在であった。しかし、ケルナーの文芸サークルの仲間たちはシラーをまるで旧知の親友のように手厚くもてなしたため、彼を大いに感動させた。その後シラーはケルナーの住むドレスデンへと赴き、そこでケルナーとの初めての面会をはたす。ケルナーとその周囲の人達は以後、シラーの生活を全面的に支援することになり、シラーはドレスデンのケルナーのもとに身を寄せる。彼らの無償の暖かな歓迎に感激したシラーは、のちにベートーヴェンの『第九』交響曲の歌詩として名を馳せることとなる『歓喜の歌』（An die Freude）を作り、友情の素晴らしさと自らの素直な喜ばしい心情を詠み込んだ。
ケルナーとの交友関係は、精神面でもシラーに与える影響が大きかった。シラーは美学者でもあるケルナーと手紙を頻繁に交換し、それによって美学や文芸理論の素地を養っていき、みずから美学論文を書くにいたった。また、ケルナーは自身も作家であり編集者でもあった。彼はシラーの死後、初の『シラー全集』（1812-15年、全12巻）を出版し、シラーの義理の姉カロリーネ（Caroline von Wolzogen）とともにシラーの伝記を執筆した。

### 歴史学とカント研究
1787年7月、シラーは若き領主カール・アウグスト公が治めるヴァイマル公国へ赴き、ヴィーラントとヘルダーに出会う。折りしも、ゲーテはイタリア旅行中で留守であった。
またこの年、ようやく戯曲『ドン・カルロス』が出版され、上演される。この頃シラーは『ヴァレンシュタイン三部作』（Wallenstein-Trilogie）執筆のために三十年戦争とアルブレヒト・フォン・ヴァレンシュタインを研究し、それによって歴史家としての名声を獲得した。そして1788年、ルードルシュタットにてイタリア旅行から帰還後間もないゲーテと初めて面会する。しかし、お互いに対して好印象を抱くことのないままに面会はおわる。イタリア旅行を経て古典主義へと方向を転換しつつあったゲーテにとって、シラーは自分の克服してきた時代（シュトゥルム・ウント・ドラング）にいまだしがみついている青い三流詩人として映った。またシラーの目には、当時のゲーテは非社交的で横柄な官僚的人物として映ったのである。それでも双方は互いの才能を否定しあったのではなく、その証拠にシラーは1789年、ゲーテの推挙により、イェーナ(Jena)大学の歴史学教授として招聘される。シラーの歴史講義の就任講演（題目は“Was heißt und zu welchem Ende studiert man Universalgeschichte?”）には、当初用意されていた講義室に到底入りきらないほどたくさんの学生が押し寄せた。そのため急遽、学生ともども大講義室に移動することになり、その日は街をあげての大騒動になったという。経済的に困窮していた当時のシラーの希望とは裏腹に、これは俸給なしの仕事であった（当時は講義を聴いた学生から講演費を徴収するというシステムであった）。また、シラーは本来は歴史学ではなく哲学教授の資格を持っていた。前年に執筆した『オランダ独立戦争史（Die Geschichte des Abfalls der Vereinigten Niederlande）』の成果を買われてのことである。
この年シラーは、謎に満ちた小説『見霊者(der Geisterseher)』を発表する（この作品の巻末には「第一部終わり」と記されているが、その後「第二部」が書かれることはなかった）。また、同年フンボルト兄弟（ヴィルヘルム・フォン・フンボルト、アレクサンダー・フォン・フンボルト）と懇意になる。
1790年、シラーはルードルシュタットに旅行した際に知り合ったレンゲフェルト家の次女・シャルロッテ（Charlotte von Lengefeld,1766-1826 ）と結婚する。家庭的な幸福を手に入れたシラーであったが、この翌年、病のために床に臥す。12月にはシンメルマン公爵らから金銭支援を申し出られ、5年間にわたり毎年1,000ターラーを受けることになる。

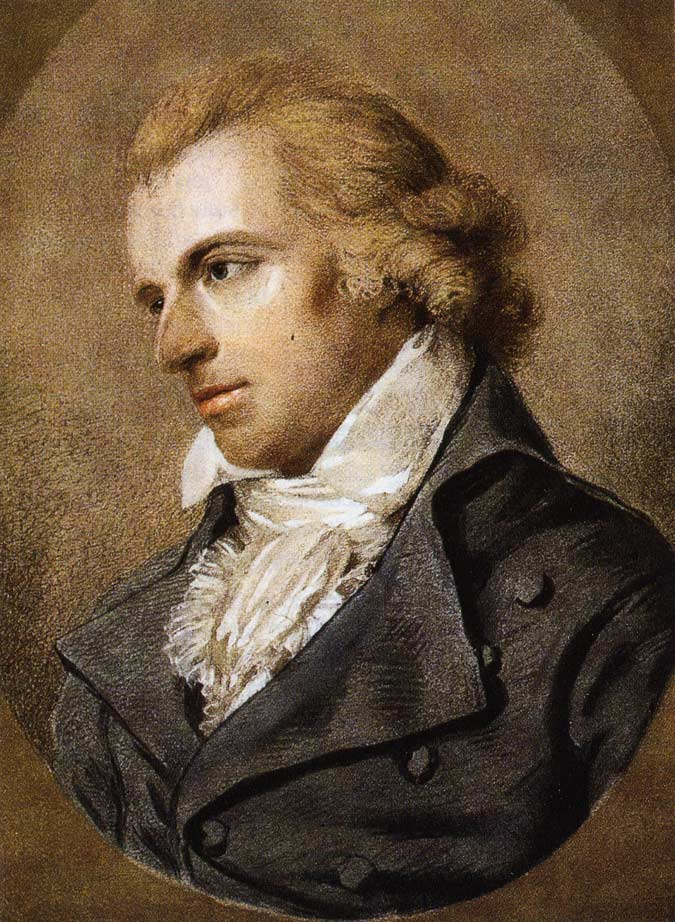
1794年のシラー像

1791年から集中的にカント哲学を研究し、以後それらを発展させて独自の哲学をはぐくむに至る。カントの『純粋理性批判』（Kritik der reinen Vernunft,1781）、『実践理性批判』（Kritik der praktischen Vernunft,1788）、『判断力批判』（Kritik der Urteilskraft,1790）に影響を受けたシラーは、自身の作品にその理論を反映させるとともに、美・道徳的人間などの項目において、さらにカント美学を発展させ、『カリアス書簡』（Kalias oder Über die Schönheit, 1793）、『素朴文学と情感文学』（Über naive und sentimentalische Dichtungen, 1795）、『人間の美的教育について』（Über die ästhetische Erziehung des Menschen, 1795）などを著した。これらの著作はヘーゲル、フィヒテらの美学哲学をはじめ、同時代の詩人フリードリヒ・ヘルダーリンやシュレーゲル兄弟ら率いるドイツロマン派文学に多大な影響を与えた。
1792年、シラーはクロップシュトック、ペスタロッチなどと共に、フランス革命名誉市民に選ばれる。本人にとっては寝耳に水の話であった。処女作『群盗』がもたらした「反抗」の精神を高く評価されてのことであった。このエピソードからも『群盗』が諸外国に与えた力の大きさが窺える。また同年、歴史研究の成果として『30年戦争史(die Geschichte des Dreißigjährigen Krieges)』を書き上げている。
1793年には長男のカール（Karl Friedrich Ludwig Schiller）が生まれる。また翌年、シラーは出版者であるコッタと知り合い、シラー主宰の『ホーレン』、『詩神年鑑』をコッタ出版から出すことを取り決める。

### ゲーテとの再会とヴァイマル古典主義

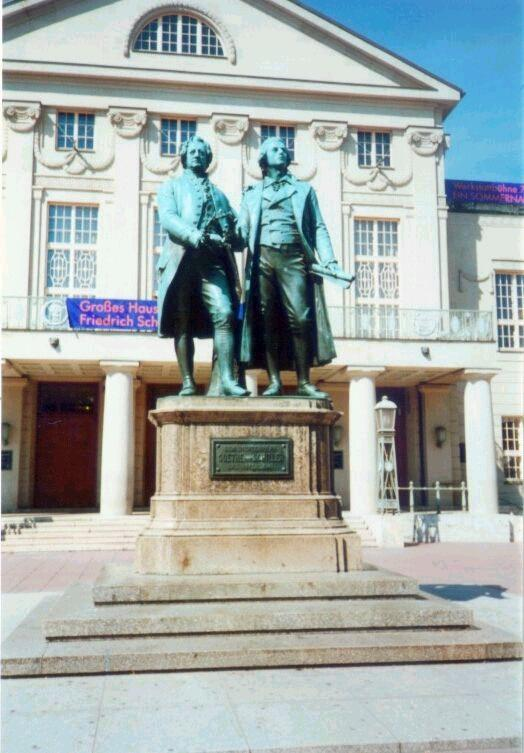
ヴァイマルのシラーとゲーテの像

そして1794年7月、彼の人生最大の転機が訪れる。イェーナで開催された植物学会でゲーテと直々に話し合う機会が訪れ、原植物論(Urpflanzen)で意気投合する（この二人の出会いのエピソードについては、ゲーテの『詩と真実』が詳しく伝えている）。これを機にゲーテと本格的な親交を結び、手を携えて「ドイツ古典主義(Weimarer Klassik)」と呼ばれる文学様式を確立するに至る。同年6月13日にはシラーはゲーテにみずから主宰する『ホーレン』への寄稿を要請する。シラーはゲーテのいるヴァイマルへ移り、作家として、そうして『ホーレン(Die Horen)』（1795年創刊）や『詩神年鑑(Musenalmanach)』（1796年創刊）などの雑誌編集者としても精力的に活動した。二人の間には千通を越える膨大な数の書簡が交わされている。また、1796年には強烈な文壇風刺詩集『クセーニエン』（Xenien）を共同制作し、二行連詩形式（エピグラム）によって当時の文壇を辛辣に批評した。
1796年から歴史大作『ヴァレンシュタイン三部作』の執筆に取り掛かる。この作品の製作にシラーは苦心し、そのために病を得る（この病がのちに致命的となる）。同年、次男のエルンスト（Ernst Friedrich Wilhelm Schiller）が誕生。
1797年、気分転換と文学ジャンルへの新たな試みのためにバラーデ作品を作り始め、ゲーテと競演する。『手袋（Der Handschuh）』(1797)、『潜水夫（Der Taucher）』 (1797) 、『イビュクスの鶴（Die Kraniche des Ibykus）』 (1797)、『ポリュクラテスの指輪（Der Ring des Polykrates）』 (1798)、『人質（Die Bürgschaft）』 (1798) などのすぐれた作品を次々に発表。
1798年、『ヴァレンシュタイン三部作』がようやく完成し、ヴァイマルの宮廷歌劇場で初演される。
1799年11月、長女カロリーネが生まれる、同年12月、シラーはヴァイマルへ移住する。これを機にゲーテとの親交がますます深くなる。シラーとゲーテの交際が深まるにつれ、ヘルダーやヴィーラントといったかつての知人達とゲーテとの仲は疎遠になっていった。同年、『鐘の歌(Das Lied von der Glocke)』が完成する。
1800年から1804年、代表的な戯曲が次々に発表される。歴史的題材を扱った『マリア・シュトゥーアルト（Maria Stuart）』(1800)、英仏百年戦争の英雄である少女ジャンヌ・ダルクを題材にした『オルレアンの乙女（die Jungfrau von Orleans）』(1801)、戯曲に合唱を取り入れた『メッシーナの花嫁（die Braut von Messina）』(1803)、スイス独立運動を題材にした『ヴィルヘルム・テル（Wilhelm Tell）』(1804)を執筆する。
1802年には貴族に列せられ、以後は「フォン（von）・シラー」を名乗る。1804年には次女エミーリエが誕生する。

### シラーの死後の出来事

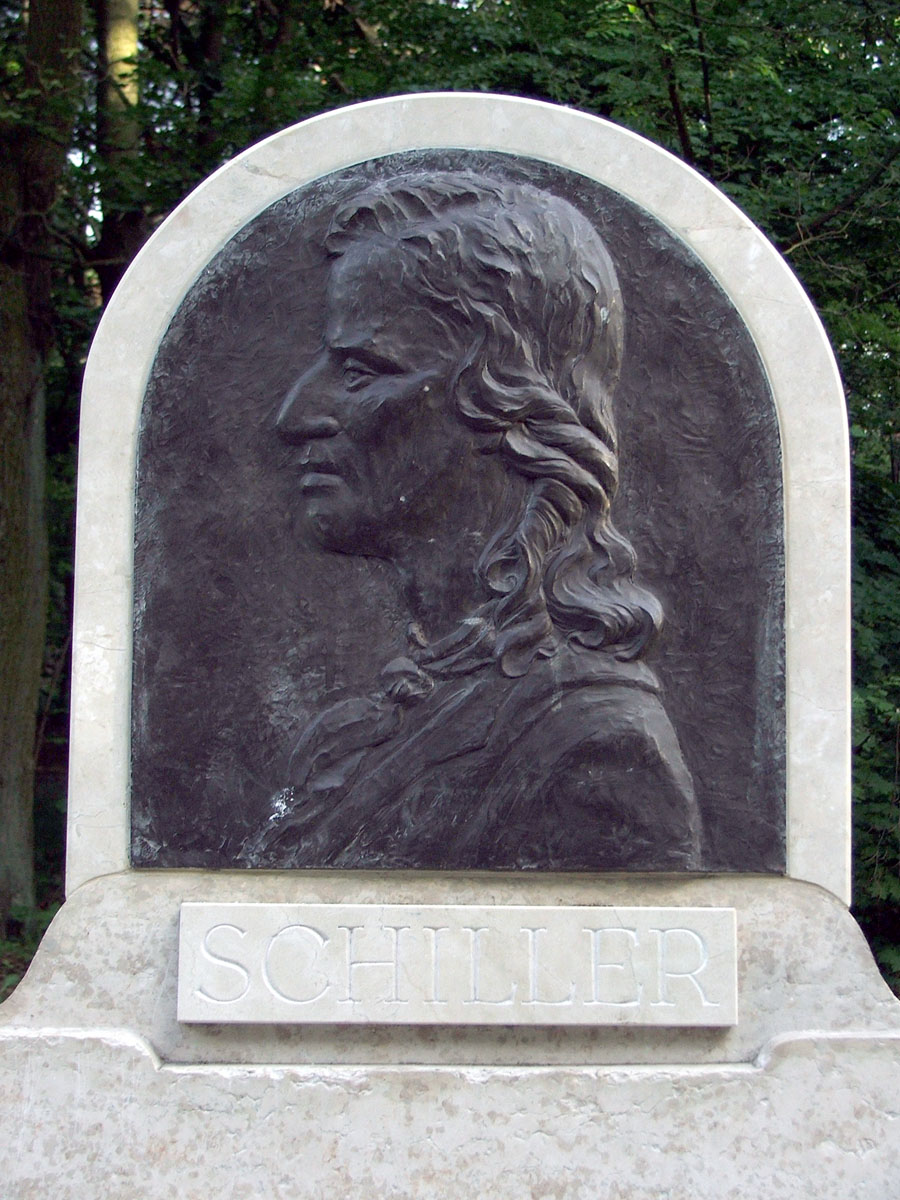

1805年2月、シラー死亡の誤報が新聞に掲載される。事実シラーは病に臥せっていたが、そのときは大事には至らずに回復した。同年5月1日、ゲーテと共に劇場に赴くが、体調不良を訴えて劇の途中で帰宅する。5月9日、ヴァイマルの自宅にて急性肺炎により永眠。長年の闘病生活の末、45年の生涯を終えた。シラーは最後の最後まで戯曲『デメートリウス』執筆を試みていたという。
同年8月10日、葬送祭がおこなわれる。シラーの辞世の句は、「Immer heitrer, immer besser.（ますます快活に、そしてより良く）」
1826年、ゲーテは秘密裏にシラーの骸骨をアンナ・アマーリア図書館から借り出し、それを眺めながら『シラーの骸骨に寄す』を詠んだ。
1827年12月16日にはシラーの遺骨がヴァイマルの王家の地下墓地に移動される。
2008年、シラーのものと伝来がある2つの頭蓋骨のDNA検査の結果、この2つの頭蓋骨のどちらもシラーのものではない可能性が高いことが 5日、この頭蓋骨を保管してきたドイツ古典主義財団（Weimar Foundation）の発表により明らかとなった。
調査が実施された2つの頭蓋骨とは、1つが1826年にシラーが埋葬されたヴァイマル市のヤコブスの集団墓地で発見されたもので、ゲーテが所有していたことでも知られているもの。もう1つの方は1911年にシラー研究家であるアウグスト・フォン・フロリエプが同じ集団墓地から発見したもの。現在は2つとも、ワイマールの古典主義財団が保管している。

## 作品

### 主な劇作品
- 『群盗 "Die Räuber"(1781)』
  - 堀田正次訳　古今書院、1924
  - 秦豊吉訳　世界文学全集　新潮社、1930
  - 久保栄訳　日本評論社、1948  のち角川文庫、岩波文庫
  - 実吉捷郎訳　世界文学大系・筑摩書房、1959
  - 内垣啓一訳　シラー名作集 白水社、1972
  - 宮下啓三訳　世界文学全集・講談社、1976
- 『たくみと恋/たくらみと恋 "Kabale und Liebe"(1784)』
  - 林鴎南訳 南江堂書店、1915
  - 実吉捷郎訳 岩波文庫、1934
  - 野島正城訳　世界文学全集・河出書房、1956
  - 番匠谷英一訳　世界文学大系・筑摩書房、1959
  - 吉田正己訳　世界の文学・中央公論社、1972
- 『フィエスコの反乱 "Die Verschwörung des Fiesco zu Gunua"(1783)』
  - 野島正城訳 岩波文庫、1953
- 『ドン・カルロス "Don Carlos, Infant von Spanien"(1787)』
  - 佐藤通次訳 岩波書店、1927　のち岩波文庫
  - 山下秩光訳 桜門出版社 1949
  - 野島正城訳　世界文学全集　河出書房、1956
  - 北通文訳　世界文学大系　筑摩書房、1959
  - 青木敦子訳　幻戯書房〈ルリユール叢書〉、2023
- 『ヴァレンシュタイン三部作（ドイツ語版、英語版） "Wallenstein"(1799)』
  - 新関良三訳 東京堂書店 1922
  - 関口存男訳　古典劇大系・近代社、1925
  - 鼓常良訳 岩波文庫、1930
  - 海老澤君夫訳 溪水社 1994
  - 濱川祥枝訳　岩波文庫、2003
- 『マリア・シュトゥーアルト "Maria Stuart" 』
  - 小池秋草訳 南江堂書店 1915
  - 相良守峯訳 岩波書店、1928　のち岩波文庫
  - 茅野蕭々訳　シラー選集　冨山房、1942
  - 「メアリー・ステュアート」津崎正行訳 幻戯書房〈ルリユール叢書〉、2023
- 『オルレアンの少女 "die Jungfrau von Orleans(1803)"』
  - 藤沢古雪訳 冨山房百科文庫、1938
  - 佐藤通次訳 岩波文庫、1938
  - 関泰祐訳 「シラー選集」冨山房、1943
  - 石川實訳　シラー名作集・白水社、1972
- 『メッシーナの花嫁 "die Braut von Messina(1804)"』
  - 相良守峯訳 「シラー選集」冨山房、1942、改訂版・岩波文庫、1950
- 『ヴィルヘルム・テル "Wilhelm Tell(1804)"』
  - 桜井政隆訳 岩波文庫、1929　のち桜井国隆共訳
  - 秦豊吉訳 春陽堂、1932
  - 新関良三訳　独逸文学叢書刊行会 1939
  - 野島正城訳　シラー名作集・白水社、1972
  - 関口存男訳 「翻訳・創作篇8 著作集」三修社、1994
  - 本田博之訳　幻戯書房〈ルリユール叢書〉 2021
- 『デメートリウス"Demetrius"』（未完）

### 劇作の特徴
シラーの劇作品のタイプは『ヴァレンシュタイン三部作』以前の作品とヴァレンシュタイン、及びそれ以後のドラマとの3つに大別することができる。 
第1群はドイツ疾風怒濤時代（シュトゥルム・ウント・ドラングSturm und Drang）のグループに属する。これには、『群盗』、『たくらみと恋』、『フィエスコの反乱』、『ドン・カルロス』である。これら4つの作品は、疾風怒濤時代の理想に燃える青年としてのシラーの、自由への願望と正義心の現れたものである。言葉遣いや筋は情熱的で、感傷主義(Empfindsamkeit)の影響が色濃く出ている。
『ヴァレンシュタイン三部作』は第1部「ヴァレンシュタインの陣営（Wallensteins Lager）」、第2部「ピッコローミニ父子（Die Piccolomini）」及び第3部「ヴァレンシュタインの死（Wallensteins Tod）」の3部11幕より成っている。 『ヴァレンシュタイン三部作』は、すでに絶大な権力を手にしながら、際限のない名誉欲（ボヘミア王になろうという野心）のために破滅する公爵ヴァレンシュタインの最期を（架空の）ピコッコローミニ青年とヴァレンシュタインの娘の恋を絡めながら描いている。この作品は権力を求めようとして墜落したヴァレンシュタインの運命がテーマであるが、そこにシラーはひとつの崇高性を読み解こうと試みている。
『メッシーナの花嫁』では、合唱団や予言のモチーフなど、古代ギリシア悲劇の意識的な受容が認められる。この作品は、のちに社会的な流行を引き起こす「ロマン派運命悲劇」の先駆とみなされている。
『ヴィルヘルム・テル』はスイスの独立運動に取材した全五幕の舞台劇であり、後にロッシーニがオペラ化した。フランス革命がヨーロッパに多大な影響を及ぼしていた頃（1804年）に、ドイツで「自由・平等」といった理念を提示し、当時の社会に多大な影響を及ぼした。なお、テルは架空の人物と考えられており、息子の頭上のリンゴを射落とすエピソードは古代ゲルマン伝説に取材しているという。また、シラーは美学論文中で「文学作品の自律性」を提唱しており、後期の作品はこれを完成することをテーマとしている。

### おもな韻文作品（詩）
- 賛歌『歓喜の歌』Ode an die Freude (1786)
- 『ギリシャの神々』Die Götter Griechenland (1788)
- 思想詩『散歩』Der Spaziergang (1795)
- バラーデ『手袋』Der Handschuh (1797)
- 『潜水夫』Der Taucher (1797)
- 『イビュクスの鶴』Die Kraniche des Ibykus (1797)
- 『ポリュクラテスの指輪』Der Ring des Polykrates (1798)
- 『人質』Die Bürgschaft (1798)
- 『鐘の歌』Das Lied von der Glocke (1799)
- 『凱旋』Das Siegesfest (1803)
- 『芸術の恩寵』Die Huldigung der Künste (1804)

### 美学論文、散文作品など
- イマヌエル・カント『純粋理性批判』、『実践理性批判』、『判断力批判』に多大な影響を受け、自らの作品にその理論を反映させるとともに、さらに「美」「道徳的人間」などの命題でカント美学を発展させ以下を著した。
  - 『カリアス書簡』（Kalias oder Über die Schönheit, 1793）、
  - 『素朴文学と情感文学』（Über naive und sentimentalische Dichtungen, 1795）
  - 『人間の美的教育について』（Über die ästhetische Erziehung des Menschen, 1795）
- これらの著作は、ヘーゲル、フィヒテらの美学哲学をはじめ、同時代人のヘルダーリンやシュレーゲル兄弟（アウグスト・ヴィルヘルム・シュレーゲル、フリードリヒ・シュレーゲル）ら率いるドイツロマン派文学に多大な影響を与えた。
- 歴史論考は『オランダ独立史』、『三十年戦争史』などがある。
- 『見霊者 (Geisterseher)』は「当時、少しでもロマン的なものに憧れている人なら、必ずポケットにしのばせていた本だ」とE.T.A.ホフマンが激賞した散文作品。その他の散文作品に“Verbrecher aus verlorener Ehre”(1786)などがある。
- ウィリアム・シェイクスピアの『マクベス』、ラシーヌなど他国の文学（おもに古典戯曲作品）の翻訳も試みている。

以下が主な日本語訳
- 『人間の美的教育について』（小栗孝則訳、叢書・ウニベルシタス：法政大学出版局、新版2017年）
- 『美的教養論　人間の美的教育について』（清水清訳、世界教育宝典全集7：玉川大学出版部、新版1976年）
- 選集『美学芸術論集』（石原達二訳、冨山房百科文庫、1977年、新版1993年）
- 『美と芸術の理論 カリアス書簡』（草薙正夫訳、岩波文庫、改版1974年）
- 『オランダ独立史』（丸山武夫訳、岩波文庫 全2巻、復刊1996年）
- 『三十年戦史』（渡辺格司訳、岩波文庫 全2巻、復刊1988年）、表記はシルレル

### 書簡・伝記
- 『ゲーテ＝シラー 往復書簡集』、潮出版社（上・下）、2016年
  - 森淑仁・田中亮平・平山令二・伊藤貴雄訳。ゲーテと交わされた全書簡は、約10年余りで1000通以上ある。
- エミール・シュタイガー『フリードリヒ・シラー』、神代尚志ほか訳、白水社、1990年
- ペーター・ラーンシュタイン『シラーの生涯　その生活と日常と創作』、上西川原章訳、叢書・ウニベルシタス 法政大学出版局、2004年
- ジークリット・ダム『フリードリヒ・シラーの生涯』、中村元保・渡辺洋子訳、同学社、2009年

## 影響

### 広い影響
- シラーの作品は、ドイツのみならずイタリアやフランス、ロシアなどでも「自由の詩人」、「市民の代表としての反抗者」として熱烈に歓迎された。
- シラーの書く詩は修辞的にも韻律的にも卓越しており、「ドイツ詩の手本」として、今なおドイツの教育機関（おもにギムナジウム）で教科書に掲載され、生徒らによって暗誦されている。
- “センティメンタル”の語は、元来シラーの著作『素朴文芸と情感文芸』（Über naive und sentimentalische Dichtungen, 1795）で使用された用語"sentimentalisch"に由来している。
- 詩作品「自由賛歌」（Hymmne a la liberte 1785年）は、フランス革命の直後「ラ・マルセイエーズ」のメロディーでドイツの学生に歌われた。そこで元の誌に加筆修正を行い、「歓喜に寄せて」(An die Freude 1803年）と題した。
- 1859年、シラーの生誕100年には各国で記念式典が催された。コッタ（ドイツ語版）出版はこの年からわずか7年の間に全世界で2400万冊ものシラーの著作を売り上げた。
- EUのテーマ曲 - 博愛精神、平和、愛することの歓びを唄った、第九交響曲『合唱付き』第4楽章のカンタータ部が選定された。
- 2005年は、シラー没後200年に当たる年であったため、ドイツ本国では著書の復刊やさまざまな関連書が出版され、各地でイベントも催された。

### 音楽
- 第九交響曲『合唱付き』 - 第4楽章のカンタータ部の歌詞として「歓喜に寄せて」(An die Freude 1803年）をベートーベンが加筆した。
- 作曲家フランツ・シューベルトはゲーテに次いで、シラーの詩に曲を付けている。
- オペラ化された作品は『ウィリアム・テル』（ロッシーニ）、『マリア・ストゥアルダ』（ドニゼッティ）『オルレアンの少女』（チャイコフスキー）など数多いが、特にヴェルディはシェイクスピアと並んでシラーを敬愛し、『群盗』『ドン・カルロス』『ジョヴァンナ・ダルコ』『ルイザ・ミラー』と4度にわたってオペラ化に挑んだ。

### 小説
- 走れメロス - シラーのバラード（ドイツ語発音はバラーデ）作品『人質 (die Bürgschaft)』（1797年成立）で、小栗孝則訳の『新編シラー詩抄』がネタ元である。

### 具体的な引用

#### 愚者相手では神々自身さえ太刀打ちできない（オルレアンの乙女）
- 神々自身 - SF作家アイザック・アシモフの1972年の長編のタイトルおよび章題を得ており（作中でも引用される場面がある）、内容自体も利権や偏見から真実に目を背ける愚者との戦いを描いた物である。
- 楽園の泉 - アーサー・C・クラークの長編で引用されている（ただし発言者がゲーテと誤記されている。）。

#### 青春の夢に忠実であれ
- みんな!エスパーだよ! - テレビ版(園子温監督)のオープニングで引用がある。

## 脚註
1. ↑  “ブリタニカ国際大百科事典 小項目事典の解説”.   コトバンク. 2018年1月19日閲覧。
2. ↑  シラーの頭蓋骨、DNA鑑定へ＝本物論争の決着目指す－独、時事通信社、2007年7月27日）
3. ↑  ＤＮＡ鑑定で真贋判定へ　シラーの頭蓋骨、産経新聞社、2007年7月27日）